# Johann Georg Nathusius
Johann Georg Nathusius (* 22. März 1722 in Weissack/Niederlausitz; † 13. September 1792 in Dresden) war ein Pfarrer und nach Johann Georg Meusel auch „Schriftsteller“. Er war der Sohn des Heinrich Wilhelm Nathusius (1670–1737) und dessen Frau Anna Sophie, geb. Dieter (* 1684). Nathusius studierte in Wittenberg, wo er sich am 14. Oktober 1741 zusammen mit seinem Zwillingsbruder Johann Friedrich Nathusius (1722–1757), einem späteren Pastor Substitutus, immatrikulierte. Er heiratete eine Pastorentochter; die Ehe blieb kinderlos. Ab 1749 wirkte er als Pastor in Sadisdorf unweit Dippoldiswalde; hier war er 42 Jahre lang tätig. Im Jahr 1791 zog er als Emeritus nach Dresden und verstarb dort im Folgejahr im eigenen Haus. Er wurde auf dem zweiten Annenkirchhof in Dresden beigesetzt; Grab und Friedhof sind nicht erhalten.

## Werke
- Dissertationem philologico exegeticam de gloriosa Christi exinaniti clarificatione ad locum Matth. XVII 1–9 illustrandum praeside Christiano Sigismundo Georgio... defendet Joannes Georgius Nathusius, Typis Io. Frider. Schlomachi, 1744
- Beatis Manibus Viri Summe Venerabilis, Magnifici, Amplissimi, Excellentissimi, Doctissimi Domini Valentini Ernesti Loescheri, Ss. Theologiae Doctoris Consummati ...Pios Threnos Suos Sacrat, Kraus, 1749
- Gedanken über die Geschichte der Griechen: Joh. 12, 20–50 in der Verbindung der heiligen Evangelisten, welche ... bey dem Leichen-Begängniß des ... Johann Daniel Glößens .... nachdem derselbe den 19ten October 1771, selig in Christo entschlafen... , Dresden, 1771, 4
- Sadisdorfische Pfarrhistorie, 1774, 4
- Lateinische Gedichte